# Четврта аналитичка група катјона
Четврта аналитичка група катјона у аналитичкој хемији је група следећих катјона: 2+, 2+, 2+.

## Опште карактеристике
Од карактеристика које су важне за аналитичку хемију издвајају се растворљивост у води и боја појединих соли које граде. Карбонати ових катјона су слабо растворни у води, али и сулфати, оксалати и фосфати. За разлику од њих, сулфиди им се добро растварају у води. Од обојених соли, познати су њихови хромати, дихромати, манганати и перманганати. Ови катјони су постојани у односу на оксидо-редукциона средства.

## Опште реакције
Са амонијум-карбонатом граде карбонате беле боје, који се не растварају у води, али се растварају у сирћетној, хлороводоничној и азотној киселини.
Са хроматима и дихроматима других метала граде сопствене хромате и дихромате који су жуте, кристалне супстанце. Растворљивост тих хромата се разликује у зависноти од врсте катјона, те се то својство користи како би се одвојили једни од других. Баријум-хромат се не раствара у сирћетној киселини, али се зато растварају хромати друга два катјона.
Са динатријум-хидрогенфосфатом граде беле талоге хидроген-фосфата. У базној средини таложе се терцијарни фосфати, који су попут хидроген фосфата растворни у киселинама.
Дејством амонијум-оксалата издвајају се бели кристали оксалата ових катјона. Ови оксалати нису растворни у води, али јесу у хлороводоничној и азотној киселини.
Сумпорна киселина и растворни сулфати са катјонима ове групе граде беле кристале њихових сулфата. Најбрже се таложи баријум-сулфат јер се он најслабије раствара у води. 
Ови сулфати са врелом концентрованом сумпорном киселином граде растворне бисулфате. 
Баријум и стронцијум-сулфат кувањем са раствором натријум-карбоната дају карбонате који се растварају у киселинама. 
Калцијум-сулфат са амонијум сулфатом гради комплексну со, по чему се Ca2+ катјон разликује од других катјона из своје групе.
Са алкалним хидроксидима граде беле аморфне хидроксиде који се растварају у води.

## Доказивањејона
| реагенс                      | производ         | детектовање промене  | реакције |
| амонијум-оксалат             | калцијум-оксалат | бели талог           |          |
| калијум-хексацијаноферат(II) | трогуба со       | бели кристални талог |          |

Испарљиве соли калцијума (хлорид и нитрат) боје пламен циглацрвено.
| реагенс                                                | производ          | детектовање промене | реакције |
| гипсана вода или амонијум-сулфат или сумпорна киселина | стронцијум-сулфат | бели талог          |          |

Испарљиве соли стронцијума (хлорид и нитрат) боје пламен карминцрвено.
| реагенс                             | производ       | детектовање промене | реакције |
| калијум-хромат или калијум-дихромат | баријум-хромат | жути талог          |          |

Испарљиве соли баријума (хлорид и нитрат) боје пламен жутозелено.